# Arquidiocese de Keewatin-Le Pas
A Arquidiocese de Keewatin-Le Pas (Archidiœcesis Kivotina-Passitana) é uma circunscrição eclesiástica da Igreja Católica situada em The Pas, Manitoba, Canadá. Sua Sé é a Catedral Nossa Senhora do Sagrado Coração.
Possui 45 paróquias servidas por 18 padres, contando com 126.600 habitantes, com 37,5% da população jurisdicionada batizada.

## História
O vicariato apostólico de Keewatin foi eregido em 4 de março de 1910.
Em 25 de julho de 1925 cede uma parte do seu território em vantagem da ereção da prefeitura apostólica da Baía de Hudson (atual Diocese de Churchill-Baie d'Hudson).
Em 13 de julho de 1967 em virtude da bula Adsiduo perducti do Papa Paulo VI o vicariato apostólico é elevado ao posto de arquidiocese metropolitana e assume o nome atual.

## Prelados
| #                        | Nome                                        | Período    | Notas                         |
| Arcebispos               | Arcebispos                                  | Arcebispos | Arcebispos                    |
| ------------------------ | ------------------------------------------- | ---------- | ----------------------------- |
| 4º                       | Murray Chatlain                             | 2012-2024  | nomeado arcebispo de Winnipeg |
| 3º                       | Sylvain Lavoie, O.M.I.                      | 2006-2012  |                               |
| 2º                       | Peter Alfred Sutton, O.M.I.                 | 1986-2006  |                               |
| 1º                       | Paul Dumouchel, O.M.I. †                    | 1967-1986  |                               |
| Arcebispos-coadjutores   |                                             |            |                               |
|                          | Sylvain Lavoie, O.M.I.                      | 2005-2006  |                               |
|                          | Peter Alfred Sutton, O.M.I.                 | 1986       |                               |
| Bispos                   |                                             |            |                               |
| 3º                       | Paul Dumouchel, O.M.I. †                    | 1955-1967  |                               |
| 2º                       | Martin Giuseppe Onorio LaJeunesse, O.M.I. † | 1933-1954  |                               |
| 1º                       | Ovide Charlebois, O.M.I. †                  | 1910-1933  |                               |
| Bispo-coadjutor          |                                             |            |                               |
|                          | Martin Joseph-Honoré Lajeunesse, O.M.I.     | 1933       |                               |
| Administrador Apostólico |                                             |            |                               |
|                          | William Stang, O.M.I.                       | 2012       |                               |